# Gabriele Giovanni Mazza

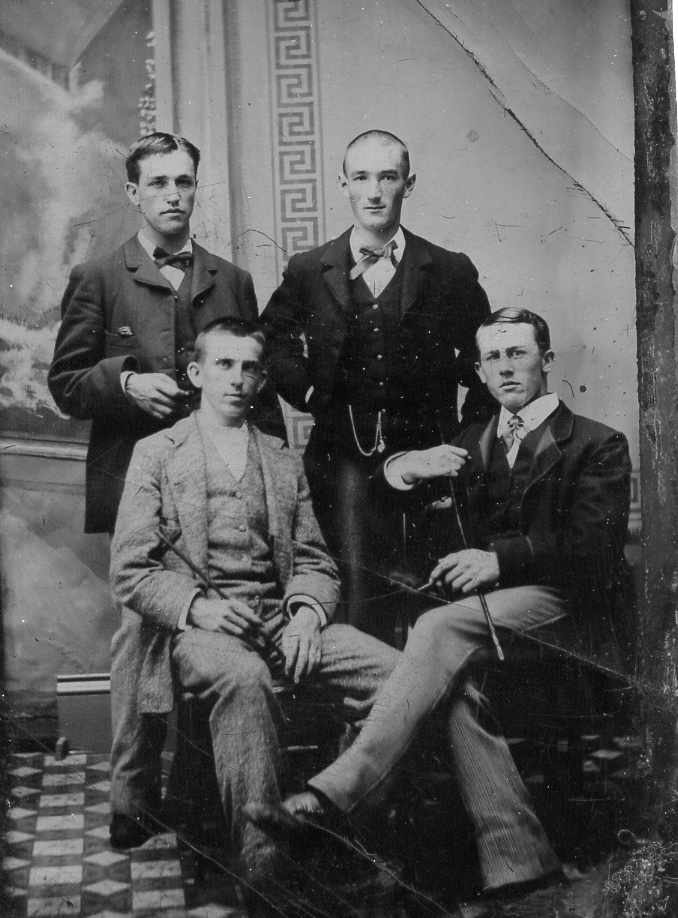
Emigranti di Magasa negli Usa di fine Ottocento

Gabriele Giovanni Mazza, detto Zop (Magasa, 17 marzo 1851 – Truckee, aprile 1933), è stato un imprenditore italiano naturalizzato statunitense.

## Biografia
Nacque a Magasa in una famiglia umile di contadini in via Santa Maria in località Pià, figlio primogenito di Tommaso e Grandi Domenica di Persone di Valvestino. Gli altri due fratelli si chiamavano Giuseppe Davide (1853-?) e Angelo Davide (1856-?).

### Emigrante negli USA
Gabriele Giovanni fu tra i primi emigranti di Magasa che, verso la fine dell'Ottocento, varcarono l'oceano Atlantico per raggiungere gli USA. Difatti sbarcò nel centro di immigrazione di Castle Garden, oggi Castle Clinton, a New York City il 28 aprile del 1882 dal transatlantico France proveniente dal porto francese di Le Havre. Anche i fratelli emigrarono: Giuseppe Davide sbarcò, sempre a New York City, il 12 aprile del 1883 dalla nave France proveniente dal porto di Le Havre mentre Angelo Davide sbarcò invece il 31 gennaio del 1887 dalla nave La Bretagne sempre proveniente dal porto di Le Havre. Il fratello maggiore di costoro, Tommaso detto Gobo (1845-1921) per la sua deformazione fisica, fu l'unico della famiglia a rimanere a Magasa lavorando come contadino nel suo fienile in Pràa, che ancor oggi viene indicato con il suo soprannome: “el prà del Gobo” e morì, celibe, il 12 marzo del 1921.

### Imprenditore a Truckee in California
Dopo alcuni anni di permanenza sulla costa occidentale degli Stati Uniti nella città industriale di North Adams nello stato del Massachusetts e a Buttle nel Montana ove si sposò in seconde nozze con Laura S., Mazza, nel 1889 si stabilì con la famiglia nella cittadina di Truckee situata sulle montagne della Sierra Nevada in California. Dopo aver lavorato come boscaiolo e custode presso la segheria Hobart Mills, agli inizi del Novecento, Gabriele Giovanni, detto oramai all'inglese John, risultava un ricco albergatore proprietario dell'Hotel Roma nella frazione di Meadow Lake, del saloon First and Last Chance. 
Con l'entrata in vigore nel 1916 della legge Volstead che proibiva la vendita di bevande alcoliche, John Mazza abbandonò la non più redditizia professione di albergatore e accettò un incarico di dirigente presso l'Hobart Mills. Dal 1926 fu azionista comproprietario della fabbrica "Truckee soda works" con il figliastro William Englehart che l'aveva acquistata nel 1920. In breve lo stabilimento divenne la sede dell'imbottigliamento della Coca Cola e durante gli anni del proibizionismo furono prodotti in sordina alcuni dei migliori whisky di Truckee. 
William Englehart cominciò la sua ricca attività imprenditoriale nel commercio di alimentari per poi gestire per molti anni il teatro a Truckee. Sposato con Estelle May Franzini il 4 dicembre 1907, pittore dilettante, divenne proprietario della storica Englehart House. Negli anni venti, assieme agli imprenditori Tim O'Hanrahan, Dave Cabona, Wally Gellatt, Dan Smith e Wilbur Maynard, fondò la Truckee Motion Picture Association con lo scopo di attirare in loco le produzioni di film hollywoodiani come le riprese di "The Gold Rush" del 1925, interpretato da Charlie Chaplin che fu girato per lo più intorno al Summit Donner e "Il richiamo della foresta" del 1935, con Clark Gable, girato su un set speciale costruito vicino al Prosser Creek. 
John Mazza fu membro della Summit Lodge n° 54 e cavaliere dell'ordine di Pythias. Morì nell'aprile del 1933 e fu sepolto nel cimitero di Odd Fellos di Truckee con gli onori della cittadinanza.

### Fra i sessanta personaggi storici di Truckee
In una ricerca effettuata dalla Società storica locale, Truckee Donner Historical Society Donner Pass Road, Mazza viene annoverato fra i sessanta notabili di Truckee in quanto contribuì significativamente allo sviluppo economico e sociale della città.

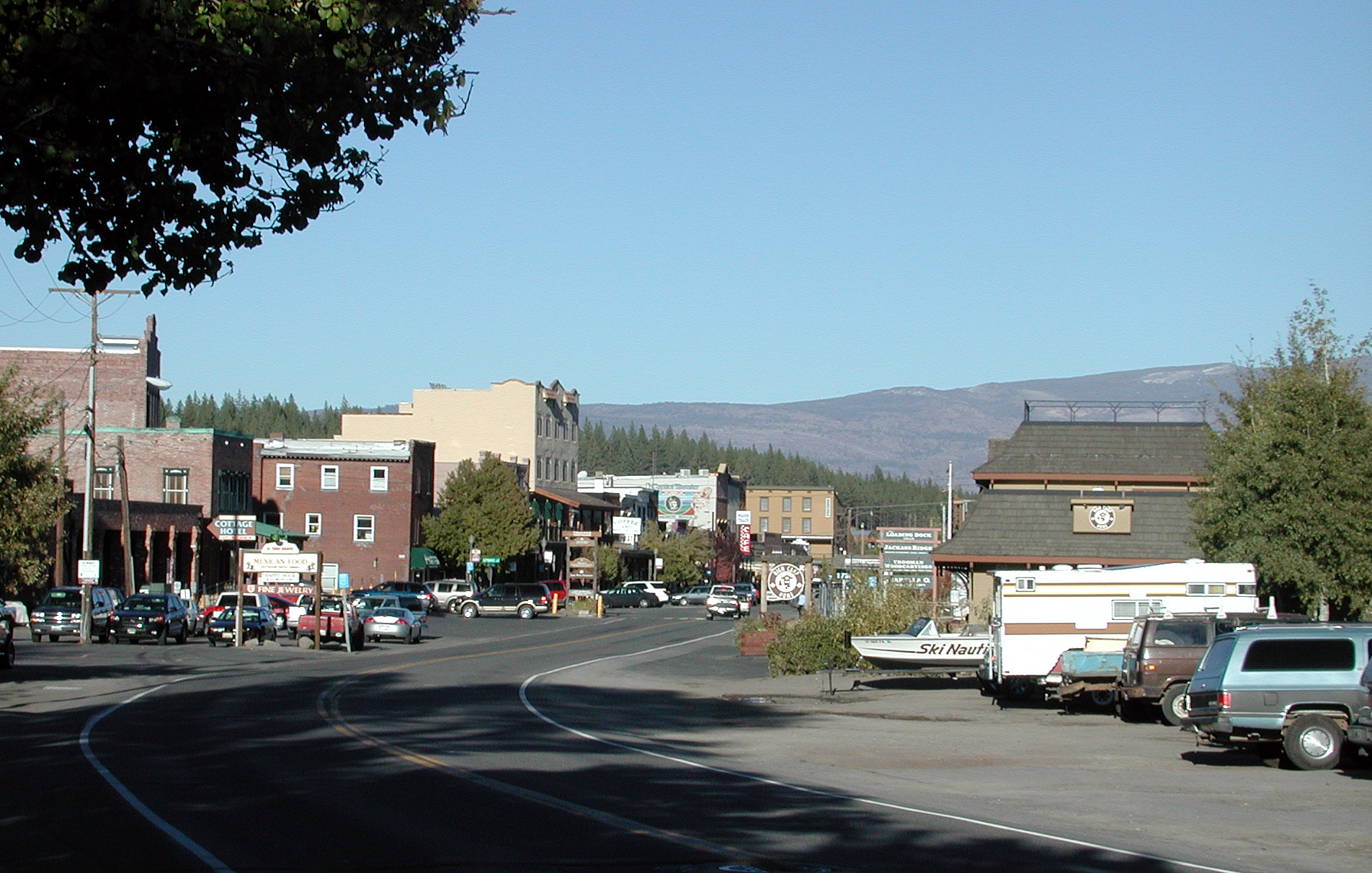
La città di Truckee

### Dai censimenti USA
Consultando i censimenti Usa apprendiamo che nel 1900 Mazza, di nazionalità austriaca ma naturalizzato statunitense, parlava e scriveva correttamente l'inglese, abitava sulle sponde del Meadow Lake, un piccolo lago montano a 2.220 metri di altezza distante 32 chilometri a nord ovest di Truckee, era proprietario di un hotel, ammogliato ad una certa Laura S. di 37 anni d'età, nata nel 1862 nello Stato del Missouri da immigrati di origine tedesca e padre di quattro figli: George Englehart di 9 anni, Olga di 11, Goldie di 12 e William Englehart di 15 anni d'età, tutti nati nello Stato del Montana.
Dal “Census” del 1910 risultava ancora residente ininterrottamente nel precedente luogo con la moglie Laura ed era possessore di un “saloon” ma i figli non erano più menzionati. Infine dal censimento relativo all'anno 1930 era ormai anziano e risultava proprietario di una casa valutata 1.500 dollari e della fabbrica Truckee Soda works con una rendita stimata di 7.770 dollari annui.

### La lapide tombale
Nella parte monumentale del cimitero della cittadina è conservata una lapide di pietra sulla quale è scolpito il nome della famiglia di John Mazza. La data di nascita non corrisponde, è posteriore di un anno e forse fu posata dopo gli anni quaranta come ricordo da uno dei suoi figli: “Laura Mazza 1857-1935 mother, Goldie Dyer 1887-1942 sister, John Mazza 1852-1933”.

## Un triste primato

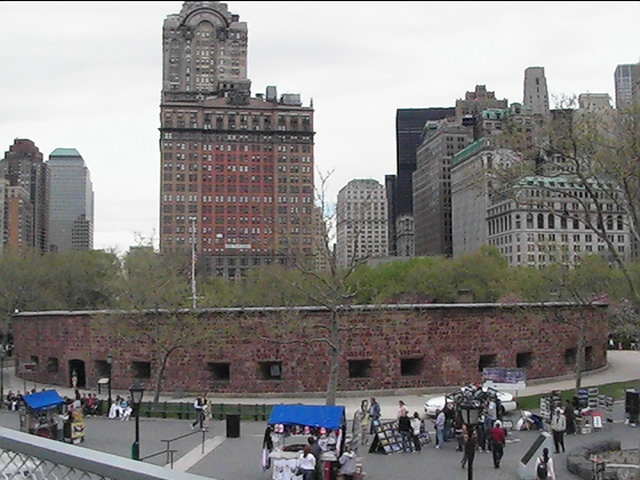
L'ex centro di immigrazione di Castle Garden, oggi detto Castle Clinton, a New York City. Qui sbarcarono i primi Magasini emigranti.

Gabriele Giovanni è in assoluto il primo Magasino documentato ad emigrare negli Stati Uniti e nello stesso anno fu imitato dal compaesano Giovanni Gottardi detto Persì (1858-?). Costui da come apprendiamo dalla lettura del censimento federale statunitense del 1900 risultava residente nella città di Reno in Ward n. 4, Contea di Washoe, nello stato del Nevada. Era sposato ad una certa Caterina nata nel 1867 in Italia e con un figlio di nome Peter nato nel 1893 in California. Era emigrato nel 1882, naturalizzato cittadino statunitense, sapeva leggere e scrivere in inglese ed era proprietario del Book Restaurant.